# Tomáš Baltazar Janovka
Tomáš Baltazar Janovka aussi connu comme Thomas Balthasar Janowka, baptisé le 6 janvier 1669 à Kuttenberg et enterré le 13 juin 1741, est un organiste et lexicographe originaire de la Bohême.

## Biographie
La date de naissance de Tomáš Baltazar Janovka n'est pas exactement connu. Il fait ses études auprès des Jésuites au séminaire saint-Wenceslas à Prague. Il obtient le titre de maître en philosophie à l'Université Charles en 1689. En 1691, il est organiste à l'église Týn à Prague, qu'il conserve pendant cinquante ans jusqu'à sa mort. Il écrit le Clavis ad thesaurum magnae artis musicae, publié à Prague en 1701, qui est le deuxième dictionnaire de musique publié après celui de Johannes Tinctoris. De rares exemplaires de l'édition originale ont été conservés, mais une réédition a eu lieu en 1973.